# John Baldacci
John Baldacci (ur. 30 stycznia 1955 w Bangor) – amerykański polityk, w latach 1995-2003 członek Izby Reprezentantów z ramienia Partii Demokratycznej. W latach 2003–2011 pełnił urząd gubernatora Maine.

## Życiorys
Baldacci pochodzi z rodziny restauratorów o włosko-libańskich korzeniach. Uzyskał licencjat z historii na University of Maine. Karierę polityczną rozpoczął już z wieku 23 lat, uzyskując miejsce w radzie swojego rodzinnego miasta Bangor. W 1982 został wybrany do senatu stanowego. W 1994 wygrał wybory do Izby Reprezentantów w drugim okręgu wyborczym w Maine. Trzykrotnie uzyskiwał następnie reelekcję. W Kongresie zajmował się głównie tematyką rolnictwa oraz transportu i infrastruktury. W listopadzie 2002 wygrał wybory na gubernatora swojego stanu i objął urząd od 8 stycznia 2003. W 2006 uzyskał reelekcję. Zgodnie z prawem stanu Maine, które zabrania gubernatorowi sprawowania urzędu przez więcej niż dwie kadencje z rzędu, nie będzie mógł wziąć udziału w kolejnych wyborach gubernatorskich w listopadzie 2010.
Baldacci jest żonaty i ma jednego syna. Należy do Kościoła rzymskokatolickiego.
Krótkofalowiec, posiada znak KB1NXP.